# Operação Overgrow
Operação Overgrow (em inglês: Operation Overgrow) é o nome dado por ativistas da maconha a uma "operação" que pretende espalhar sementes de maconha descontroladamente, com o objetivo de fazer com que "cresçam como maconha". Incorporando o conceito da jardinagem de guerrilha, a ideia por trás da operação é chamar atenção para o debate sobre legalização e descriminalização da maconha.